# Samuel Shapiro
Samuel Harvey Shapiro (1907-1987) était un homme politique américain, membre du  Parti démocrate et gouverneur de l'État de l'Illinois de 1968 à 1969. 